# Serie A 1991-1992 (calcio femminile)
L'edizione 1991-1992 è stata la venticinquesima edizione del campionato di Serie A femminile italiana di calcio.
Il Milan 82 ha conquistato lo scudetto per la prima volta nella sua storia, vincendo gli spareggi per il titolo, che hanno visto impegnate le squadre classificatesi ai primi 5 posti della classifica della stagione regolare. Il titolo di capocannoniere della Serie A è andato a Carolina Morace, calciatrice del Milan 82, autrice di 31 gol. Sono retrocessi in Serie B il Monteforte Irpino, il Carrara e il Prato Sport. Al termine del campionato la Turris ha rinunciato a iscriversi alla Serie A e il Monteforte Irpino è stato riammesso in Serie A.

## Stagione

### Novità
Al termine della stagione 1990-1991 il Centomo Verona e il Derthona sono stati retrocessi in Serie B, mentre il Prato era stato escluso nel corso del campionato. Al loro posto sono stati promossi l'Aurora Mombretto e il Fiamma Bari, vincitori dei due gironi della Serie B 1990-1991, più la Juventus, vincitore dello spareggio promozione. Poiché il Fiamma Bari non si è iscritto alla Serie A, il Centomo Verona è stato riammesso.

### Formato
Le 16 squadre partecipanti si affrontano in un girone all'italiana con partite di andata e ritorno per un totale di 30 giornate. Al termine della stagione regolare le prime cinque classificate accedono agli spareggi per decretare la squadra campione d'Italia. Nel primo turno la seconda classificata affronta la quinta e la terza affronta la quarta. Le due squadre vincenti si affrontano in semifinale e, infine, la vincente affronta la prima classificata nella finale. Le ultime tre classificate retrocedono in Serie B.

## Squadre partecipanti
| Club                                      | Città                           | Stagione 1990-1991    |
| ----------------------------------------- | ------------------------------- | --------------------- |
| A.C.F. Aurora Mombretto                   | Mombretto, Mediglia (MI)        | 1º posto in Serie B/A |
| A.C.F. Carrara                            | Marina di Carrara, Carrara (MS) | 11º posto in Serie A  |
| A.C.F. Centomo Verona                     | Verona                          | 14º posto in Serie A  |
| A.C.F. Firenze                            | Firenze                         | 6º posto in Serie A   |
| A.C.F. Gravina Catania                    | Gravina di Catania (CT)         | 10º posto in Serie A  |
| F.C.F. Juventus                           | Torino                          | 2º posto in Serie B/A |
| S.S. Lazio C.F.                           | Roma                            | 2º posto in Serie A   |
| A.C.F. Milan 82 Salvarani                 | Milano                          | 8º posto in Serie A   |
| S.S.C.F. Monteforte Irpino                | Monteforte Irpino (AV)          | 7º posto in Serie A   |
| A.S. Pordenone Soc.Coop. a r.l. Friulvini | Pordenone                       | 12º posto in Serie A  |
| A.C.F. Prato Sport                        | Prato (FI)                      | 13º posto in Serie A  |
| Preca FiammaMonza                         | Monza (MI)                      | 4º posto in Serie A   |
| A.C.F. Reggiana Refrattari Zambelli       | Reggio nell'Emilia              | Campione d'Italia     |
| Torino C.F.                               | Venaria Reale (TO)              | 9º posto in Serie A   |
| A.C.F. Turris                             | Torre del Greco (NA)            | 3º posto in Serie A   |
| S.S. Woman Sassari                        | Sassari                         | 5º posto in Serie A   |

## Classifica finale
|  | Pos. | Squadra              | Pt | G  | V  | N  | P  | GF | GS | DR  |
|  | ---- | -------------------- | -- | -- | -- | -- | -- | -- | -- | --- |
|  | 1.   | Reggiana R. Zambelli | 50 | 30 | 23 | 4  | 3  | 68 | 13 | +55 |
|  | 2.   | Milan 82 Salvarani   | 48 | 30 | 21 | 6  | 3  | 74 | 24 | +50 |
|  | 3.   | Lazio CF             | 44 | 30 | 18 | 8  | 4  | 35 | 8  | +27 |
|  | 4.   | Woman Sassari        | 42 | 30 | 18 | 6  | 6  | 49 | 17 | +22 |
|  | 5.   | Firenze              | 37 | 30 | 15 | 7  | 8  | 39 | 30 | +9  |
|  | 6.   | Gravina              | 35 | 30 | 13 | 9  | 8  | 38 | 32 | +6  |
|  | 7.   | Torino               | 31 | 30 | 12 | 7  | 11 | 32 | 30 | +2  |
|  | 8.   | Turris (-3)          | 29 | 30 | 13 | 6  | 11 | 30 | 35 | -5  |
|  | 9.   | Preca FiammaMonza    | 26 | 30 | 6  | 14 | 10 | 33 | 29 | +4  |
|  | 10.  | Centomo Verona       | 25 | 30 | 9  | 7  | 14 | 25 | 46 | -21 |
|  | 11.  | Pordenone Friulvini  | 23 | 30 | 6  | 11 | 13 | 26 | 33 | -7  |
|  | 12.  | Aurora Mombretto     | 23 | 30 | 9  | 5  | 16 | 25 | 50 | -25 |
|  | 13.  | FCF Juventus         | 22 | 30 | 8  | 6  | 16 | 25 | 52 | -27 |
|  | 14.  | Monteforte Irpino    | 20 | 30 | 4  | 12 | 14 | 18 | 39 | -21 |
|  | 15.  | Carrara              | 18 | 30 | 7  | 4  | 19 | 24 | 38 | -17 |
|  | 16.  | Prato Sport          | 4  | 30 | 0  | 4  | 26 | 12 | 77 | -65 |

Legenda:
      Campione d'Italia
      Ammesse agli spareggi per il titolo
      Retrocesse in Serie B 1992-1993
Note:
Due punti a vittoria, uno a pareggio, zero a sconfitta.
La Turris ha scontato 3 punti di penalizzazione per tre rinunce.
Al termine del campionato Fiammamonza e Aurora Mombretto si sono fuse per dar vita alla Fiammamonza Aurora.
La Turris ha successivamente rinunciato all'iscrizione alla Serie A.
Il Monteforte Irpino è stato successivamente riammesso in Serie A a completamento organico 1992-1993.

## Risultati

### Calendario
| andata     | 1ª giornata             | ritorno    |
| 7 set 1991 |                         | 1 feb 1992 |
| 0-2        | Aurora Mombretto-Turris | 1-2        |
| 0-0        | Gravina Catania-Lazio   | 0-2        |
| 6-0        | Milan 82-Monteforte     | 2-1        |
| 1-1        | Pordenone-Fiammamonza   | 1-4        |
| 1-3        | Prato Sport-Torino      | 0-3        |
| 3-0        | Reggiana-Firenze        | 1-0        |
| 1-1        | Verona-Carrara          | 0-2        |
| 4-0        | Sassari-Juventus        | 3-1        |

| andata     | 4ª giornata              | ritorno     |
| 5 ott 1991 |                          | 22 feb 1992 |
| 4-0        | Carrara-Juventus         | 1-2         |
| 0-1        | Fiammamonza-Turris       | 0-1         |
| 4-2        | Firenze-Aurora Mombretto | 1-0         |
| 0-3        | Gravina Catania-Milan 82 | 2-2         |
| 3-0        | Lazio-Verona             | 0-0         |
| 1-2        | Monteforte-Reggiana      | 1-1         |
| 0-2        | Prato Sport-Pordenone    | 0-3         |
| 0-3        | Torino-Sassari           | 0-1         |

| andata     | 7ª giornata                 | ritorno     |
| 2 nov 1991 |                             | 14 mar 1992 |
| 0-1        | Carrara-Milan 82            | 0-1         |
| 1-1        | Fiammamonza-Firenze         | 1-1         |
| 4-0        | Gravina Catania-Prato Sport | 3-1         |
| 1-1        | Juventus-Pordenone          | 0-0         |
| 1-0        | Lazio-Turris                | 2-0         |
| 0-1        | Monteforte-Aurora Mombretto | 0-3         |
| 2-0        | Torino-Verona               | 1-0         |
| 2-0        | Sassari-Reggiana            | 1-3         |

| andata      | 10ª giornata             | ritorno    |
| 21 dic 1991 |                          | 4 apr 1992 |
| 1-0         | Aurora Mombretto-Torino  | 1-3        |
| 0-1         | Firenze-Lazio            | 0-0        |
| 2-1         | Juventus-Monteforte      | 1-1        |
| 1-0         | Milan 82-Sassari         | 2-6        |
| 2-0         | Pordenone-Carrara        | 1-0        |
| 3-0         | Reggiana-Gravina Catania | 3-1        |
| 3-0         | Turris-Prato Sport       | 3-2        |
| 1-1         | Verona-Fiammamonza       | 1-1        |

| andata      | 13ª giornata                     | ritorno    |
| 11 gen 1992 |                                  | 2 mag 1992 |
| 0-2         | Carrara-Torino                   | 1-2        |
| 1-1         | Gravina Catania-Aurora Mombretto | 4-0        |
| 4-1         | Juventus-Turris                  | 0-0        |
| 1-0         | Lazio-Fiammamonza                | 0-3        |
| 3-1         | Milan 82-Pordenone               | 2-1        |
| 0-1         | Monteforte-Firenze               | 0-2        |
| 1-0         | Reggiana-Verona                  | 2-0        |
| 3-0         | Sassari-Prato Sport              | 2-1        |

| andata      | 2ª giornata             | ritorno    |
| 14 set 1991 |                         | 8 feb 1992 |
| 2-1         | Carrara-Gravina Catania | 0-0        |
| 0-0         | Fiammamonza-Sassari     | 1-1        |
| 2-3         | Firenze-Milan 82        | 0-1        |
| 0-5         | Juventus-Reggiana       | 0-3        |
| 4-0         | Lazio-Aurora Mombretto  | 2-0        |
| 0-0         | Monteforte-Prato Sport  | 1-1        |
| 1-0         | Torino-Pordenone        | 1-2        |
| 1-2         | Turris-Verona           | 3-1        |

| andata      | 5ª giornata                  | ritorno     |
| 12 ott 1991 |                              | 29 feb 1992 |
| 2-0         | Aurora Mombretto-Prato Sport | 2-0         |
| 0-1         | Carrara-Lazio                | 0-1         |
| 1-3         | Juventus-Gravina Catania     | 0-1         |
| 4-0         | Milan 82-Verona              | 4-0         |
| 0-0         | Pordenone-Firenze            | 0-2         |
| 1-1         | Torino-Fiammamonza           | 1-1         |
| 0-0         | Turris-Reggiana              | 0-3         |
| 2-1         | Sassari-Monteforte           | 0-0         |

| andata     | 8ª giornata              | ritorno     |
| 7 dic 1991 |                          | 21 mar 1992 |
| 3-1        | Aurora Mombretto-Carrara | 2-0         |
| 3-2        | Firenze-Torino           | 1-1         |
| 1-2        | Milan 82-Juventus        | 4-0         |
| 0-1        | Pordenone-Sassari        | 0-1         |
| 1-1        | Prato Sport-Fiammamonza  | 0-3         |
| 0-1        | Reggiana-Lazio           | 0-1         |
| 0-0        | Turris-Gravina Catania   | 0-2         |
| 0-0        | Verona-Monteforte        | 2-0         |

| andata      | 11ª giornata              | ritorno     |
| 28 dic 1991 |                           | 11 apr 1992 |
| 1-0         | Carrara-Firenze           | 1-2         |
| 3-1         | Gravina Catania-Verona    | 3-0         |
| 1-1         | Juventus-Aurora Mombretto | 0-2         |
| 5-0         | Lazio-Prato Sport         | 0-0         |
| 2-1         | Milan 82-Fiammamonza      | 2-1         |
| 2-1         | Monteforte-Torino         | 0-0         |
| 2-1         | Reggiana-Pordenone        | 0-0         |
| 1-0         | Sassari-Turris            | 0-1         |

| andata      | 14ª giornata                | ritorno    |
| 18 gen 1992 |                             | 9 mag 1992 |
| 2-1         | Aurora Mombretto-Pordenone  | 1-1        |
| 0-1         | Fiammamonza-Gravina Catania | 0-1        |
| 2-1         | Monteforte-Carrara          | 1-0        |
| 0-3         | Prato Sport-Reggiana        | 0-7        |
| 0-0         | Torino-Milan 82             | 2-2        |
| 3-0         | Turris-Firenze              | 0-2        |
| 2-0         | Verona-Juventus             | 0-1        |
| 1-0         | Sassari-Lazio               | 0-0        |

| andata      | 3ª giornata                  | ritorno     |
| 28 set 1991 |                              | 15 feb 1992 |
| 0-2         | Aurora Mombretto-Fiammamonza | 0-3         |
| 0-3         | Juventus-Lazio               | 0-1         |
| 5-1         | Milan 82-Prato Sport         | 4-0         |
| 1-1         | Pordenone-Gravina Catania    | 0-0         |
| 3-0         | Reggiana-Torino              | 4-1         |
| 2-0         | Turris-Monteforte            | 1-1         |
| 2-1         | Verona-Firenze               | 1-2         |
| 1-0         | sassari-Carrara              | 2-0         |

| andata      | 6ª giornata                | ritorno    |
| 26 ott 1990 |                            | 7 mar 1992 |
| 1-1         | Fiammamonza-Carrara        | 1-1        |
| 2-2         | Firenze-Sassari            | 1-0        |
| 2-1         | Gravina Catania-Monteforte | 0-0        |
| 1-0         | Lazio-Torino               | 0-1        |
| 1-2         | Pordenone-Turris           | 0-0        |
| 1-2         | Prato Sport-Juventus       | 1-2        |
| 2-1         | Reggiana-Milan 82          | 1-1        |
| 2-0         | Verona-Aurora Mombretto    | 0-0        |

| andata      | 9ª giornata              | ritorno     |
| 14 dic 1991 |                          | 28 mar 1992 |
| 0-3         | Carrara-Reggiana         | 0-2         |
| 1-1         | Fiammamonza-Juventus     | 1-2         |
| 0-2         | Gravina Catania-Firenze  | 2-2         |
| 0-0         | Lazio-Milan 82           | 1-1         |
| 2-2         | Monteforte-Pordenone     | 1-0         |
| 2-3         | Prato Sport-Verona       | 0-2         |
| 0-1         | Torino-Turris            | 0-0         |
| 1-0         | Sassari-Aurora Mombretto | 0-0         |

| andata     | 12ª giornata              | ritorno     |
| 4 gen 1992 |                           | 25 apr 1992 |
| 0-2        | Aurora Mombretto-Reggiana | 0-5         |
| 1-0        | Fiammamonza-Monteforte    | 1-1         |
| 2-1        | Firenze-Juventus          | 2-1         |
| 0-1        | Pordenone-Lazio           | 2-1         |
| 0-1        | Prato Sport-Carrara       | 0-2         |
| 2-0        | Torino-Gravina Catania    | 0-1         |
| 0-4        | Turris-Milan 82           | 0-4         |
| 1-0        | Verona-Sassari            | 0-6         |

| andata      | 15ª giornata              | ritorno     |
| 25 gen 1992 |                           | 16 mag 1992 |
| 2-3         | Carrara-Turris            | 2-0         |
| 2-0         | Firenze-Prato Sport       | 1-0         |
| 2-0         | Gravina Catania-Sassari   | 0-5         |
| 0-1         | Juventus-Torino           | 0-1         |
| 2-0         | Lazio-Monteforte          | 0-0         |
| 4-0         | Milan 82-Aurora Mombretto | 4-0         |
| 1-2         | Pordenone-Verona          | 1-1         |
| 2-0         | Reggiana-Fiammamonza      | 2-1         |

## Spareggi per il titolo

### Primo turno
|                    | Risultati |               | Luogo e data                           |
| ------------------ | --------- | ------------- | -------------------------------------- |
| Lazio CF           | 1 - 0     | Firenze       | Savignano sul Rubicone, 13 giugno 1992 |
| Milan 82 Salvarani | 2 - 1     | Woman Sassari | Cesenatico, 13 giugno 1992             |
|                    |           |               |                                        |

### Semifinale
|                    | Risultati |          | Luogo e data                           |
| ------------------ | --------- | -------- | -------------------------------------- |
| Milan 82 Salvarani | 1 - 0     | Lazio CF | Savignano sul Rubicone, 17 giugno 1992 |
|                    |           |          |                                        |

### Finale
|                    | Risultati       |                      | Luogo e data                           |
| ------------------ | --------------- | -------------------- | -------------------------------------- |
| Milan 82 Salvarani | 1 - 1 (4-1 dtr) | Reggiana R. Zambelli | Savignano sul Rubicone, 20 giugno 1992 |
|                    |                 |                      |                                        |

## Verdetti finali
- Milan 82 Salvarani campione d'Italia 1991-1992.
- Reggiana Zambelli, Milan 82 Salvarani, Lazio, Woman Sassari Sarenco e Firenze ammesse ai play-off di finale.
- Monteforte Irpino (successivamente riammesso), Carrara e Prato Sport retrocesse in Serie B.